# 夜郎天书
夜郎天书是中國考古學家對一份在贵州省赫章县的彝族地区发现的古籍的稱呼。由於當地的位置是過去夜郎國的國境，所以該古籍被稱為“夜郎天书”。夜郎天书共有4480个字，以毛笔烟墨书写，由曲線和圓圈組成，筆劃都像篆刻似的被屈折起來。笔画粗细不一，而且疏落有致。
夜郎天書被當代歷史學家認為是一條解開中國西南地區春秋戰國時期文化水平的线索，因為現時考古學的新發現，都指明當時周朝四周的民族，並非皆為蠻夷之邦，而是與周朝一樣同樣擁有高度的文化水平。

## 參看
- 夜郎王印